# Mefloquina
La mefloquina és un medicament fet servir per impedir o tractar la malària. Quan es fa servir per a la prevenció s'ha de prendre una vegada a la setmana i el tractament hauria de ser començat una o dues setmanes abans de l'exposició potencial i continuat durant quatre setmanes després de l'exposició potencial.{{Citació necessària}} Pot ser emprat per tractar malària lleu o moderada però no hauria d'utilitzar-se per tracta la malària severa. És administrat per via oral.
Els efectes secundaris seriosos inclouen potencialment problemes de salut mental a llarg termini com depressió, al·lucinacions, i ansietat; i efectes secundaris neurològics com atàxia, atacs epilèptics, i xiulets en les orelles. És per això que no se'n recomana l'ús en persones amb una història de problemes de salut mental o epilèpsia. Els efectes secundaris comuns inclouen vòmits, diarrea, mal de cap, i un erupcions cutànies. No és recomanada durant embaràs llevat que d'altres opcions no siguin disponibles. No hauria de ser utilitzada durant la lactància.
La mefloquina va ser desenvolupada per l'Exèrcit dels Estats Units en la dècada del 1970 i es va començar a fer servir a mitjans de la dècada de 1980. És en la llista model de Medicaments essencials de l'Organització Mundial de la Salut, que inclou els medicaments més importants que es necessiten en un sistema sanitari bàsic. Està disponible com a medicament genèric. El preu majorista és aproximadament de 0,6 a 1,3 USD per dosi. En els Estats Units costa aproximadament 10 USD per dosi.

## Usos mèdics

### Prevenció de la malària
La mefloquina és útil per la prevenció de la malària en totes les àrees excepte aquelles on els paràsits poden tenir resistència a múltiples fàrmacs, i és un dels diversos antimalàrics recomanat pels Centres per al Control i Prevenció de Malalties dels Estats Units per aquest propòsit. És també recomanat per la Infectious Disease Society of America per la profilaxi de la malària. És típicament presa durant d'una a dues setmanes abans d'entrar en una àrea amb malària. La doxiciclina i l'atovaquona/proguanil proporcionen protecció en un o dos dies i poden ser tolerats millor. Si una persona esdevé malalta amb malària malgrat la profilaxi amb mefloquina, l'ús d'halofantrina i quinina pel tractament pot ser ineficaç.:4

### Tractament de la malària
La mefloquina és utilitzada com a tractament contra la malària causada pel plasmodi falcípar resistent o sensitiu a la cloroquina, i és considerat com una alternativa raonable contra la malària causada pel plasmodi vivaç resistent a la cloroquina. El seu ús no és recomanat per tractar infeccions de malària severes, particularment infeccions de P. falciparum, que haurien de ser tractades amb antimalàrics intravenosos. La mefloquine no elimina paràsits en la fase hepàtica de la malaltia, i les persones infectades amb P. vivax haurien de ser tractades amb un segon fàrmac que és eficaç per la fase hepàtica, com la primaquina.:4
La mefloquina és àmpliament utilitzada pel tractament de la malària durant l'embaràs. Les dades suggereixen que és segura per aquest propòsit.

## Efectes adversos
La mefloquina està contraindicada per aquelles persones amb una història mèdica d'ataca epilèptics o una història recent de malalties mentals. Els efectes secundaris severs que requereixen l'hospitalització ocorren en rares ocasions. Comparada amb altres agents profilàctics de la malària, la mefloqinona pot produir més efectes adversos. En viatgeres embarassades, pareix plantejar un risc mínim al fetus.

### Neurològics i psiquiàtrics
L'any 2013 l'Administració d'Aliments i Fàrmacs americana va afegir una advertència a l'etiqueta de la mefloquina indicant els potencials efectes secundaris neuropsiquiàtrics que poden persistir fins i tot després d'interrompre l'administració del fàrmac. Els efectes psiquiàtrics inclouen malsons, al·lucinacions visuals i auditives, ansietat, depressió, comportament inusual, i pensaments suïcides, entre d'altres. Els efectes neurològics inclouen mareigs, pèrdua d'equilibri i tinnitus. L'etiqueta adverteix que els símptomes suaus poden ser un presagi dels més seriosos, i que l'administració del fàrmac hauria de ser interrompuda al primer signe de símptomes. La mefloquine no hauria de ser utilitzada en persones amb una història clínica de problemes psiquiàtrics.
Els episodis que afecten el sistema nerviós central que requereixen l'hospitalització ocorren en aproximadament una de 10.000 persones que prenen mefloquina per prevenir la malària, amb esdeveniments més suaus (p. ex., mareigs, mal de cap, insomnia, i somnis vívids) en fins al 25% dels pacients. Quan alguna mesura de severitat subjectiva és aplicada per a l'avaluació d'aquests episodis adversos, aproximadament un 11-17% dels viatgers estan incapacitats en un cert grau.

### Cardíacs
La mefloquina pot causar anormalitats en el ritme cardíac que són visibles en electrocardiogrames. Combinar la mefloquina amb altres fàrmacs que causen efectes similars, com la quinina o la quinidina, pot incrementar aquests efectes. Combinar la mefloquina amb halofantrina pot causar un augment significatius en els intervals QT (temps transcorregut entre l'inici de l'onada Q i el final de l'onada T del cicle cardíac).:10

## Embaràs i lactància
Una anàlisi retrospectiva dels resultats en més de 2.500 dones no va trobar cap evidència que la mefloquina estigui associada amb un risc incrementat de defectes de naixement o avortaments espontanis. El fàrmac pot ser utilitzat durant la lactància, encara que apareix en la llet materna en concentracions baixes.:9 L'Organització Mundial de la Salut aprova l'ús de la mefloquina durant el segon i tercer trimestres de l'embaràs i l'ús durant el primer trimestre no obliga a la terminació de l'embaràs.

## Eliminació
La mefloquina és metabolitzada principalment en el fetge. La seva eliminació en qualsevol pacient amb funció hepàtica disminuïda pot ser prolongada, i resultar en nivells més alts en el plasma i en un risc augmentat de reaccions adverses. El temps d'eliminació mitjà de la mefloquina en el plasma d'eliminació és d'entre dues i quatre setmanes. El mitjà primari d'excreció és a través de la bilis i femta, amb només d'un 4 a 9% excretat a través de l'orina. Durant l'ús de llarg termini, El temps d'eliminació mitjà en el plasma roman inalterat.
S'haurien de fer proves de la funció hepàtica durant l'administració de la mefloquina a llarg termini. L'ús d'alcohol hauria de ser evitat durant tractament amb mefloquina.

## Quiralitat i relació de l'activitat amb l'estructura
La mefloquina és una molècula quiral amb dos carbonis asimètrica i, per tant, té quatre estereoisòmers diferents. El fàrmac és actualment fabricat i venut com una mescla racèmica de (R,S)- i (S,R)-enantiòmers per Hoffman-LaRoche, una empresa farmacèutica suïssa. Essencialment, es tracta de dos fàrmacs en un. La concentració en el plasma de (–)-enantiòmer és significativament més alta que la del (+)-enantiòmer, i la farmacocinètica entre els dos enantiòmers és significativament diferent. El (+)-enantiòmer té una via mitjana més curta que el (–)-enantiòmer.
Segons alguns estudis, el (+)-enantiòmer és més eficaç per tractar la malària, i el (–)-enantiòmer s'uneix específicament als receptors d'adenosina en el sistema nerviós central, fet que podria explicar alguns dels seus efectes psicòtropics.

## Història
La mefloquina va ser inventada al Walter Reed Army Institute of Research (WRAIR) en la dècada de 1970 poc després del final de la guerra del Vietnam. La mefloquina era el fàrmac número 142.490 d'un total de 250.000 antimalàrics cribrats durant l'estudi.
La mefloquina va crear la primera aliança comercial (en anglès Public-Private Venture (PPV)) entre el Departament de Defesa dels Estats Units i una empresa farmacèutica. El WRAIR va transferir totes les seves de les fases I i II de l'assaig clínic a Hoffman-LaRoche i Smith Kline. L'aprovació del fàrmac com a tractament contra la malària per part de la FDA va ser ràpida. És important saber que la fase III de seguretat i tolerabilitat va ser omesa.
Tanmateix, la mefloquina no va ser aprovada per la FDA per ús profilàctic fins a l'any 1989. Degut a la llarga vida mitjana del fàrmac, els Centres per al Control i Prevenció de Malalties al principi van recomanar una dosi de mefloquina de 250 mg cada dues setmanes; tanmateix, això va causar un índex de malària massa alt entre els voluntaris del Peace Corps que van participar en l'estudi d'aprovació, així que el tractament va ser canviat a una vegada per setmana.
El primer assaig aleatoritzat i controlat en una població mixta es va fer per primera vegada l'any 2001. La profilaxi amb mefloquina va ser comparada amb la profilaxi amb atovaquona-proguanil. Devers un 67% dels participants que van consumir mefloquina van informar d'un o més esdeveniments d'efectes adversos, en comparació al 71% per a l'atovaquona-proguanil. Per la mefloquina, el 5% dels usuaris van informar d'esdeveniments severs que requereixen atenció mèdica, en comparació amb l'1.2% per a l'atovaquona-proguanil.

## Recerca
El juny de 2010, va aparèixer el primer informe d'un cas deleucoencefalopatia multifocal progressiva que va ser tractat amb èxit amb mefloquina. La mefloquina també pot actuar contra el virus de John Cunningham. Sembla que l'administració de mefloquina va eliminar el virus del cos del pacient i va impedir més deterioració neurològica.
El WRAIR ha publicat diversos articles que perfilen els esforços actuals d'aquesta institució per fer la mefloquina més segura mitjançant la producció d'un fàrmac compost únicament del (+)-enantiòmer.
La mefloquina altera la transmissió sinèrgica colinèrgica a través de accions presinàptiques i postsinàptiques.